# Yvonne Wansart
Yvonne Wansart, née le 21 mai 1974 à Cologne, est une judokate allemande.

## Palmarès international en judo
| Championnats d'Europe | Championnats d'Europe | Championnats d'Europe |
| Année                 | Médaille              | Catégorie             |
| --------------------- | --------------------- | --------------------- |
| 1997                  | or                    | –66 kg                |
| 1999                  | bronze                | –70 kg                |